# (18947) Cindyfulton
(18947) Cindyfulton (2000 QV76) – planetoida z grupy pasa głównego asteroid okrążająca Słońce w ciągu 3,7 lat w średniej odległości 2,39 j.a. Odkryta 24 sierpnia 2000 roku.